# Brad Bridgewater
Pour les articles homonymes, voir Bridgewater.
Bradley Michael Bridgewater dit Brad Bridgewater, né le 29 mars 1973 à Charleston (Virginie-Occidentale), est un nageur américain.

## Biographie
Aux Jeux olympiques d'été de 1996 à Atlanta, Brad Bridgewater remporte la médaille d'or en finale du 200 mètres dos. Il termine ensuite deuxième de la finale du 200 mètres dos des Championnats du monde de natation en petit bassin 2000 à Athènes.